# Baeotis felix
Baeotis felix är en fjärilsart som beskrevs av William Chapman Hewitson 1874. Baeotis felix ingår i släktet Baeotis och familjen Riodinidae. Inga underarter finns listade i Catalogue of Life.

## Bildgalleri

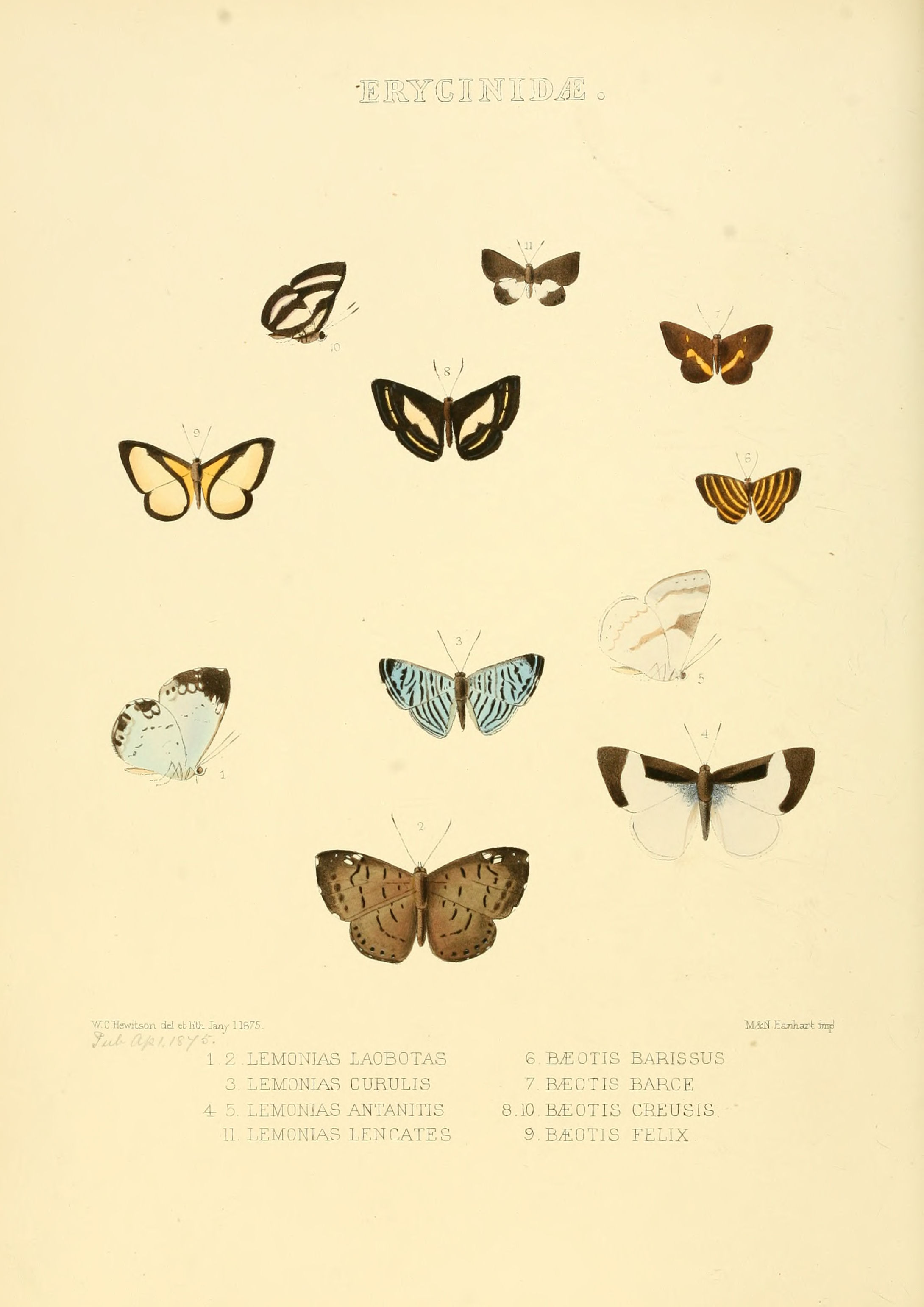